# 山形亜裕子
山形 亜裕子（やまがた あゆこ、1967年8月1日 - ）は、元テレビ東京アナウンサー、元女優。東京都出身。旧芸名は優希 亜裕子。吉祥女子中学校・高等学校、玉川大学文学部芸術学科演劇専攻卒業。

## プロフィール
- 血液型：A型
- 身長：154cm
- 趣味・特技：演劇鑑賞・読書・ゴルフ・テニス

## 来歴・人物
学生時代は演劇集団キャラメルボックスに在籍し、女優として活動していた。大学卒業後の1991年、テレビ東京に入社。1997年6月30日付けで退社。アメリカに移住した。その後は神戸アナウンススクール代表・講師を務める。

## 主な出演（女優）

### テレビ
- おもいっきり探偵団 覇悪怒組（フジテレビ）
- 仮面ライダーBLACK RX（毎日放送）- 七七子 役
- レインボーマン

### 映画
- 恋する女たち

### 舞台
- 1の1の6

## 主な担当番組（アナウンサー）
| 期間       | 期間      | 番組名             | 役職             |
| ---------- | --------- | ------------------ | ---------------- |
| 1993年4月  | 1994年3月 | ビジネスレーダー   | メインキャスター |
| 1994年10月 | 1996年3月 | マーケットLIVE     | メインキャスター |
| 1996年10月 | 1997年3月 | NEWSヘッドライン   | メインキャスター |
| 時期不明   | 時期不明  | 激生!スポーツTODAY | キャスター       |